# Patrik Hagberg
Patrik "Arne" Hagberg, född den 20 augusti 1984 är en svensk innebandyspelare som spelar med AIK och landslaget.

## Klubbar
- AIK
- Järfälla Bele
- Hässelby Innebandy
- Råsunda IS
- Caperiotäby FC